# Бырганов
Бырганов (хак. Пырған) — аал в Аскизском районе Республики Хакасия (Россия). Входит в состав Есинского сельсовета.

## География
Расположен в дельте реки Абакан. Находится рядом с автодорогой Абакан — Ак-Довурак и железной дорогой Аскиз — Абаза.

## История
Аал назван по имени Пырхана Топоева. В 1917 году имелось 29 хозяйств.
В советское время аал и местный колхоз назывались Хызыл Агбан (Хызыл Ағбан, в переводе «Красный Абакан»).

## Население
| 2002 | 2010 |
| ---- | ---- |
| 19   | ↗33  |

Число хозяйств — 11, население — 36 чел. (01.01.2004), хакасы.

## Люди, связанные с аалом
- Илья Топоев — хакасский драматург, писатель, художник, общественный деятель.